# Un uomo felice (film)
Un uomo felice (in francese Un homme heureux) è un film del 2023 diretto da Tristan Séguéla.

## Trama
Édith è sposata con Jean Leroy, sindaco conservatore di una piccola città nel nord della Francia.  Essendosi sempre sentita un uomo, decide di annunciare al marito la sua transizione di genere. 
Jean non è disposto ad accettare quello che per altro fatica a comprendere, soprattutto in vista delle prossime elezioni municipali. Vista la fermezza del marito (che Jean credeva essere sua moglie) decide di scendere a patti facendosi promettere che per tutta la campagna elettorale Edith rinunci a manifestarsi con la sua nuova identità di Eddy, così da salvaguardare l'immagine pubblica del sindaco conservatore.
Jean viene scoperto attraverso una telecamera di sicurezza a baciare un uomo con i baffi (Eddy) e viene accusato di tradire la "moglie" in una relazione omosessuale extraconiugale. Per Jean sembra la fine, ma la confessione pubblica dello stesso Eddy finisce per giovargli. L'immagine di un marito tollerante nei confronti di una scelta coraggiosa da parte di suo marito transgender gli fa infatti guadagnare consensi sull'elettorato più giovane.
Con Eddy sottobraccio, Jean trionfa alle elezioni comunali, ma poi fa una gaffe con il marito che capisce che lui si è mostrato tollerante solo per vincere le elezioni.
Jean, lasciato da Eddy che si sente usato, cade in crisi e capisce quanto lo ami indipendentemente dalla sua identità di genere. Anche perché comunque Eddy non rinnega il proprio orientamento sessuale, continuando ad essere attratto dagli uomini.
Così, nel chiedergli scusa, Jean chiede a Eddy di tornare a casa perché non può stare senza di lui. Eddy, che ha sempre avuto il supporto dei figli, può quindi essere accettato anche da suo marito, che per arrivare a questo ha dovuto superare barriere mentali che solo all'apparenza sembravano invalicabili.

## Produzione

### Riprese
Il film è stato girato ed è ambientato a Montreuil-sur-Mer nel Pas-de-Calais, dipartimento appartenente alla regione Alta Francia. Il lungometraggio quindi non è stato girato né è ambientato in Bretagna, come appare indicato erroneamente su alcune fonti italiane.

## Distribuzione
Il film è uscito nei cinema francesi il 15 febbraio 2023, e in quelli italiani il 9 marzo seguente.